# 미노오타역
미노오타역(일본어: 美濃太田駅)은 일본 기후현 미노카모시에 있는 도카이 여객철도 · 나가라가와 철도의 역이다. 미노카모 시의 대표역이며, 도카이 여객철도의 다카야마 본선과 다이타선, 나가라가와 철도의 에쓰미난 선 등 3개의 노선이 상호 운행하는 접속역이다.

## 역 구조
철골 구조 2층(일부 3층) 건물의 '미노오타 역 자유 통로'와 인접해서 남쪽으로 JR 선 승강장의 개찰구가 1개소, 북쪽에 나가라가와 철도 승강장의 출입구가 1개소 마련되어 있다. JR선과 나가라가와 철도는 개찰내에는 연결되지 않는다.

### JR 도카이
역장 · 역원 배치역이며 관리역으로서, 다카야마 본선의 사카호기역 - 히다카나야마역 간의 각 역 및 다이타선의 시모기리역 · 가니역 · 미노카와이역의 3 역을 관리하고 있다. 승차권 자동 발매기, 미도리노마도구치, 자동 개찰기 등이 있다.
| 1 · 2 | ■ 다카야마 본선 | 상행 | 기후 · 나고야 방면   | 일부 열차는 4번선 |
| 1 · 2 | ■ 다이타선      | -    | 가니 · 다지미 방면   |                   |
| 3 · 4 | ■ 다카야마 본선 | 하행 | 게로 · 다카야마 방면 | 일부 열차는 1번선 |
| 3 · 4 | ■ 다이타선      | -    | 가니 · 다지미 방면   |                   |

### 나가라가와 철도
에쓰미난 선 열차의 시발 및 종착으로 하는 역이지만, JR 역의 북쪽에 1면 1선의 단선 승강장이 있는 만으로, 차량의 유치때문에 측선은 없다.

## 역 주변
- 미노카모 시청
- 국도 제21호선
- 국도 제41호선
- 국도 제248호선
- 기소강
- 오타 병원
- 기자와 기념 병원

## 인접 정차역
| 도카이 여객철도 다카야마 본선 | 도카이 여객철도 다카야마 본선 | 도카이 여객철도 다카야마 본선 |
| ----------------------------- | ----------------------------- | ----------------------------- |
| 사카호기 기후 방면            | ■ 다카야마 본선               | 고비 다카야마·이노타니 방면   |
| 도카이 여객철도 다이타선      |                               |                               |
| 미노카와이 다지미 방면        | ■ 다이타선                    | 시·종착역                     |
| 나가라가와 철도 에쓰미난 선   |                               |                               |
| 시·종착역                     | ■ 에쓰미난 선                 | 마에히라코엔 호쿠노 방면      |